# 蕭譽 (明朝)
蕭譽（16世紀—17世紀），字與言、又字馨生，號曆室，燕山右衛軍籍，山西太原府代州繁峙縣人，明朝、南明政治人物。

## 生平
蕭譽是崇禎元年（1628年）的進士，獲授仙居知縣，改任冠縣知縣，拿出三千兩協助人民納稅，以清廉而在崇禎四年（1631年）調為曹縣知縣，為人潔己愛人，被稱為「蕭母」，後陞行人司行人，以治行第一擢工部營繕司主事，弘光年間再陞為浙江按察使，署任布政使，調為通政使司參議。

## 引用
1. ↑  《崇禎十年丁丑科進士三代履歷》：同考……春秋……文林郎工部營繕清吏司主事蕭譽，馨生，山西繁峙人，戊辰
2. ↑  《太學進士題名碑錄》：明崇禎元年戊辰科進士題名碑錄 戊辰科……賜同進士出身第三甲二百八十三名……蕭譽 燕山右衛軍籍，山西太原府代州繁峙縣人
3. ↑  民國《冠縣志·卷六·職官志》：蕭譽，北直進士，家饒於財，代民輸條銀三千兩，以清廉調繁曹縣，升行人司行人。
4. ↑  光緒《曹縣志·卷九·官職志》：蕭譽，字與言，號厯室，繁峙人，直隸大興籍進士，初授觀【冠】縣調曹，崇禎四年任，以治行第一擢工部主事，累官通政司，潔己愛人，時有蕭母之稱。
5. ↑  錢海岳《南明史·卷三十五·列傳第十一》：（弘光）時先後為布政使可紀者，為顧燕詒、孫時偉、莫儼皋、王敬錫、孫朝讓、彭份、龐承寵、徐紹煌、秦一鵬、楊時隆、路進；按察使可紀者，為胡之彬、岳虞巒、王源昌、劉伸、徐維藩、黎慶永、蕭譽、沈冷之、彭敦曆；鹽運使可紀者，為梁招孟云。……譽，繁峙人。崇禎元年進士。浙江按察使署布政使，調通政參議。